# Calasaya

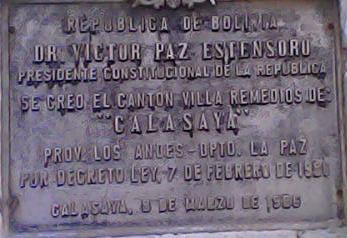
Escrituras en alto relieve de la fundación de Cantón Villa Remedios de Calasaya

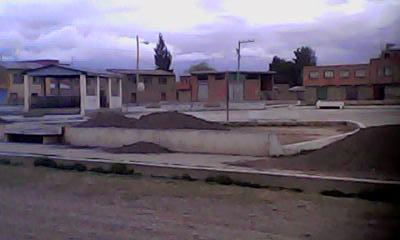
Cantón Villa Remedios de Calasaya

Calasaya (en lengua aimara: Qalasaya) es una comunidad indígena de Bolivia, perteneciente al municipio de Batallas situado en la provincia de Los Andes del departamento de La Paz, específicamente en la zona del Altiplano boliviano. 

## Contexto histórico
Esta comunidad en sus orígenes fue una hacienda, como sucede en la mayoría de los pueblos del Altiplano, donde años después pasó a ser de comunidad Calasaya a Cantón Villa Remedios de Calasaya durante el gobierno de Víctor Paz Estenssoro.

## Fundación
Calasaya fue fundada (como Cantón Villa Remedios de Calasaya) por decreto ley del 7 de febrero de 1986, durante la presidencia de Víctor Paz Estenssoro.

## Etimología

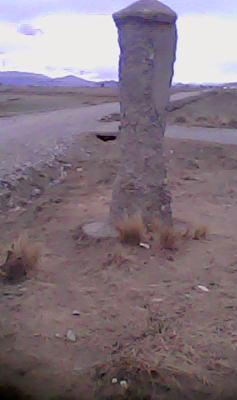
Columna de cemento antiguo de Calasaya.

Según la historia de los pobladores que vivieron antes del año 1986,  Adoptó este nombre porque, por el lugar de la comunidad existía una carretera, donde transitaban los viajeros y mercaderes con carrozas de Caballo del lado Peruano y trasladarse a la ciudad de La Paz, justo al lugar adyacente de la carretera estaba, una piedra situada verticalmente junto a un farro hecha de cemento, donde los viajeros siempre descansaban en aquel lugar.
Pues aquellos que hacían largos viajes decían en lengua aimara, KALA SAIKY UKARU SAMARAÑANI, traducido en castellano quiere decir "Descansemos donde aquella piedra está situada verticalmente". Entonces se le fue conociendo como QALASAYA en lengua aimara, y en castellano Calasaya. 

## Ubicación geográfica
Calasaya está ubicada en la provincia Los Andes, del departamento de La Paz, del Estado Plurinacional de Bolivia, al sur del lago Titicaca. De la Tercera Sección del municipio de Batallas.
Calasaya está a 57 km hacia el norte de la ciudad de La Paz, Bolivia.
Limita al este con las comunidades Caluyo y Huayrocondo, al oeste con la comunidad Chiarpata, norte con la comunidad Cullucachi, al sur con la comunidad Huarisuyo.

## Población
La población en su conjunto es de origen aimara y hablan el idioma aymará, y es conocido por mantener vivas sus organizaciones ancestrales como los usos y costumbres de la región, en muchos casos convertidas en sindicatos agrarios. Calasaya tiene aproximadamente 2.000 habitantes.
La mayoría de la población de la nueva generación joven, para comunicarse se habla más el idioma castellano que el aimara que es la lengua originaria de la región sin embargo el habla de la lengua aimara es aún frecuente en los ancianos. 

## Educación
La comunidad Calasaya actualmente tiene en su localidad 2 centros educativos dependientes del estado las cuales son:
- Unidad Educativa "Calasaya" (Nivel secundaria)
- Unidad Educativa "Óscar Alfaro" (Nivel primaria)

### Unidad Educativa "Calasaya"

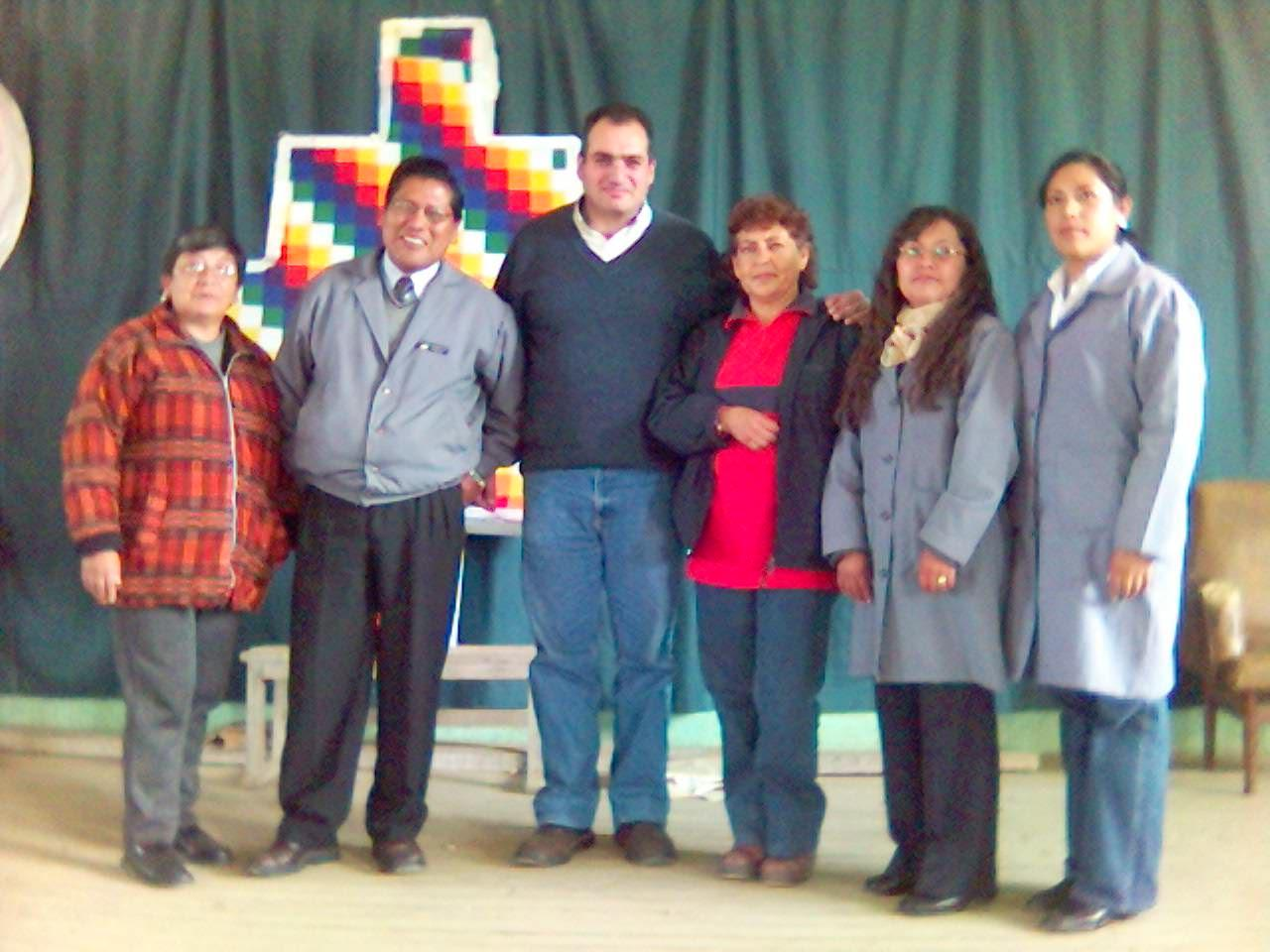
Auditorium U.E. Calasaya Personal docente
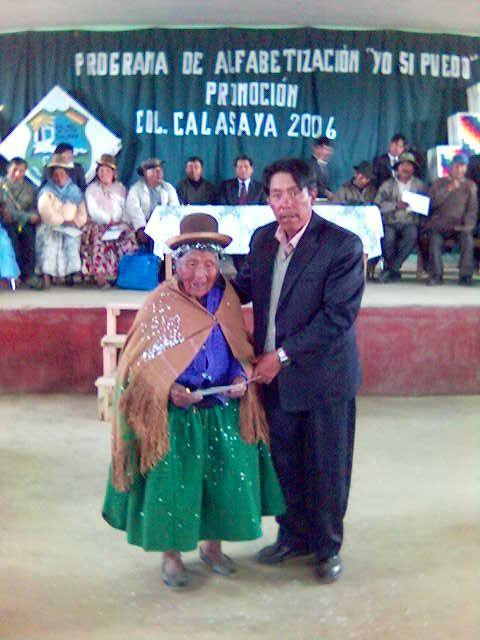
Programa de alfabetización gestión 2006
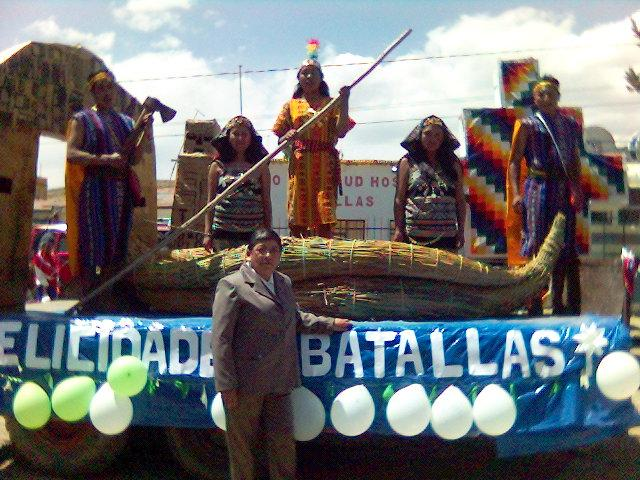
Carro alegórico- en concurso de Bandas musicales
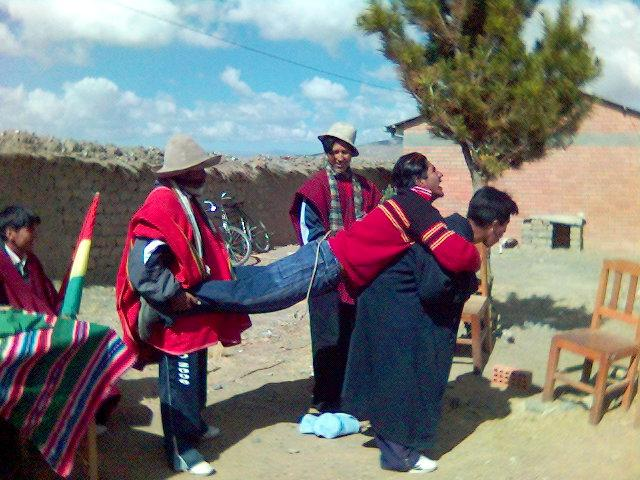
Obra teatral por estudiantes U.E. Calasaya (Justicia comunitaria)

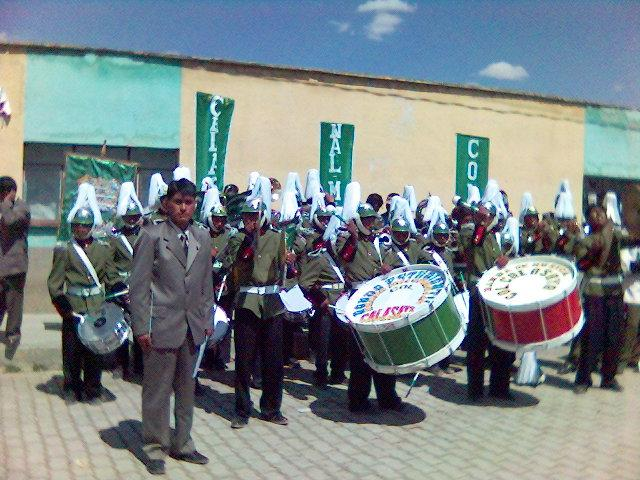
Banda de música U.E. Calasaya-Llevándose el primer lugar del concurso de Bandas Gestión 2009

Fundada el 20 de febrero de 1978, mediante la resolución Ministerial N.º 770 de la fecha 15 de noviembre de 1977, a horas 10:00 a. m. en presencia de la supervisora provincial del sector, Prof. Sara Valda de Cervantes, el director del establecimiento Prof. Nelson Aguirre, autoridades locales y miembros de la asociación de padres de familia, en cuyo contenido se dispone el funcionamiento del Primer Grado de Ciclo Intermedio (Nivel primario hoy en la actualidad) con una población escolar de 75 estudiantes.
Posteriormente el 10 de febrero de 1982 y ante la solicitud presentada por Juan Columba Cossío, Juan Siñani y Ciriaco Ticona como representantes de la comunidad de Calasaya, pide la creación del ciclo medio (hoy actualmente llamada Nivel Secundaria), ante el informe favorable de la dirección General de Educación Urbana. Por lo que se autoriza el funcionamiento de dicho nivel.
Actualmente la Unidad Educativa alberga a más de 430 estudiantes de nivel Secundario de primero a sexto, cuentan con una buena infraestructura.

## Aspecto económico
La economía de esta comunidad está movida principalmente por agricultura y la ganadería.

### Agricultura

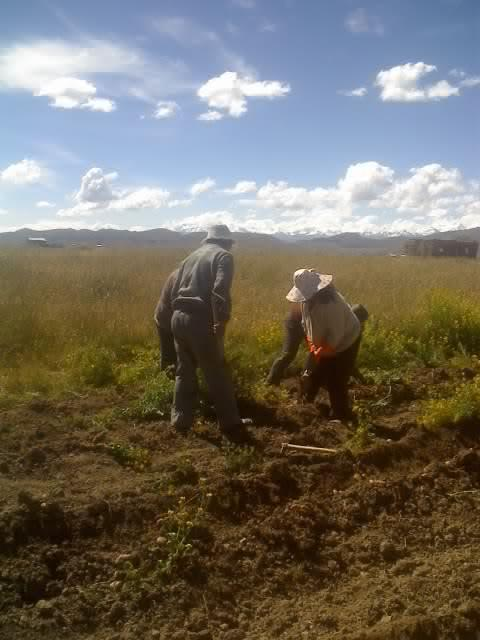
Siembra de papa - Comunidad Calasaya

Se producen productos agrícolas para el consumo familiar y para su comercialización si fuere necesario.
En esta comunidad se producen tubérculos (papa, oca, papaliza) y cereales (cebada, avena, quinua, haba) por estar ubicada en una zona altiplánica.
La papa por ser un producto versátil los comunarios obtienen derivados de ella como el chuño, la tunta.

### Ganadería
Es una de las actividades principales de la comunidad dedicándose a la crianza de bovinos, ovinos, porcinos.
La gran mayoría de los comuneros se dedican a la crianza de bovinos.
Cada vez se ingresan a la comunidad vacas mejoradas de raza como ser Holstein, pardo suizo, pues gracias a esta actividad los pobladores vieron que su economía puede mejorar, comercializando la leche cruda a empresas recolectoras como "Pil andina S.A.", "Delizia", o en su caso derivados de la leche directamente comercializadas a las grandes ciudades de Bolivia.

## Aspecto social
La organización de la comunidad es la siguiente: 
- Secretario General, llamado así por ser la máxima autoridad de la comunidad, Secretario de actas, Secretario de relaciones, Secretario de justicia, todos ellos colaboradores de la máxima autoridad los cuales velan por el bienestar de la comunidad.
Los apellidos que prevalecen en la comunidad son:

## Formas de trabajo

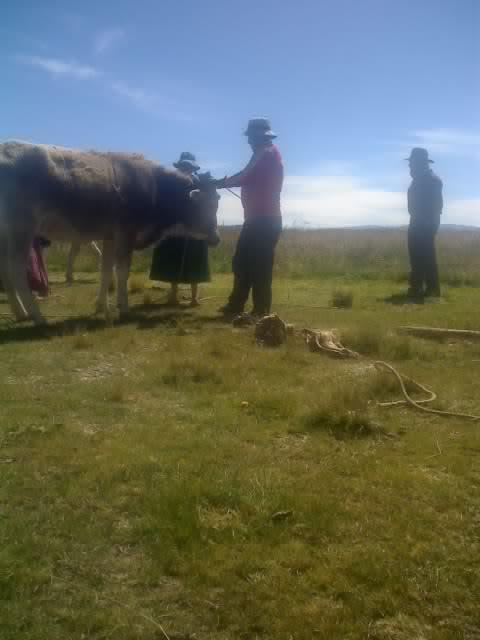
En la cosecha practicando - El ayni

El Ayni y la Minka - son formas de trabajo comunitario practicado por los pobladores que vivieron en tiempos antiguos este tipo de trabajo aun está vigente en la actualidad.

### El ayni
Práctica de antepasados para colaborarse mutuamente para los trabajos agrícolas.
Donde uno o varios de la familia colaboran, a los que necesitan ayuda en el tiempo de cosecha de papa u otros productos.
En este tipo de trabajo comunitario la ayuda es recíproca.

### La Minka
Es una forma de ayuda comunitaria para la recolección de productos en el tiempo de cosecha. La diferencia con el Ayni es que no es recíproco.

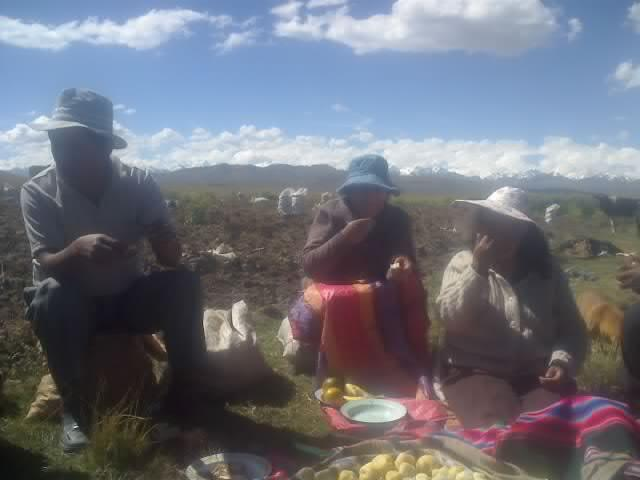
Almuerzo al medio día en el Ayni.
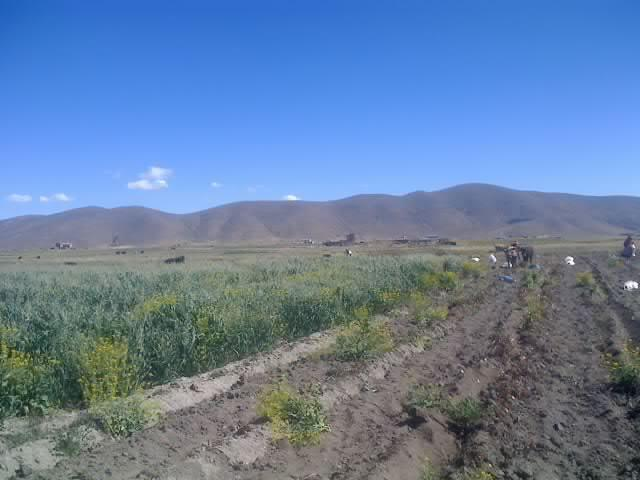
En la siembra con el mink'a.

## Servicios básicos
Se tiene servicio de agua potable, y luz eléctrica.

### Salud
La comunidad cuenta con posta sanitaria, las enfermedades comunes son la gripe, tos.
Y una de las enfermedades antiguas que hasta ahora persiste es el llamando kari kari(enfermedad que hace caer al individuo en fiebre alta provocando la muerte), jaok`ajaokà( o carbunclo) enfermedad rara que puede provocar la muerte si no es tratada a tiempo.

## Aspecto cultural
Las músicas de la región son "Tarqueada", la "Pinquillada" que son nombres de danzas y que son muy valoradas.
Costumbres de la comunidad es la celebración de la Semana Santa que reúne a todas las familias, haciendo deporte, compartiendo momentos de confraternidad y como es habitual la celebración del todos los santos que se hace en todo el país.

## Festividades
Calasaya tiene solamente una festividad cada año en los Carnavales danzando Chutas que también es propio del departamento de La Paz.

## Religión
La comunidad tespeta y garantiza la libertad de religión y de creencias espirituales, de acuerdo a sus cosmovisiones.
La mayoría de la población es cristiana o católica.